# Suat Serdar
Suat Serdar (* 11. dubna 1997) je německý profesionální fotbalista, který hraje na pozici záložníka za italský klub Hellas Verona FC.

## Klubová kariéra

### Mohuč
Serdar debutoval v Bundeslize 18. září 2015 proti Hoffenheimu, když po 88 minutách při domácí výhře 3:1 nahradil Yunuse Mallıho.

### Schalke
Dne 17. května 2018 bylo oznámeno, že Serdar se připojí k týmu Schalke 04 a podepíše čtyřletou smlouvu. Mnoho lidí se domnívá, že Serdar byl nejlepším hráčem Schalke v sezóně 2019/20.

### Hertha
Dne 15. června 2021 podepsal Serdar pětiletou smlouvu s Herthou BSC. Svůj debut si odbyl v prvním kole DFB-Pokalu proti SV Meppen, když Hertha postoupila po pozdním gólu při vítězství 1:0. Jeho ligový debut následoval 15. srpna při prohře 1:3 s 1. FC Köln. Uprostřed pandemie covidu-19 byl pozitivně testován na SARS-CoV-2.

### Hellas Verona
Dne 22. srpna 2023 byl Serdar zapůjčen s opcí na nákup do Hellasu Verona, kde odehrál 26 zápasů a přidal dvě asistence. Byl klíčovým hráčem zálohy Hellasu, zápas před koncem sezóny mu pomohl vyhnout se sestupu a klub si pošesté v řadě zajistil nejvyšší italskou fotbalovou soutěž. Po skončení sezóny se klub rozhodl aktivovat opci a podepsat s ním trvalou smlouvu na čtyři roky.

## Reprezentační kariéra
Serdar se narodil v Německu a je tureckého původu. Reprezentoval Německo na úrovních U16, U17, U18, U19, U20 a U21.
Svůj debut v německém národním týmu si odbyl 9. října 2019 v přátelském utkání proti Argentině. V 72. minutě nahradil Serge Gnabryho.

## Statistiky

### Klubové
Platí k zápasu hranému 10. listopadu 2024.
| Klub                      | Sezóna            | Liga              | Liga   | Liga | Národní pohár | Národní pohár | Ostatní | Ostatní | Celkově | Celkově |
| Klub                      | Sezóna            | Soutěž            | Zápasy | Góly | Zápasy        | Góly          | Zápasy  | Góly    | Zápasy  | Góly    |
| ------------------------- | ----------------- | ----------------- | ------ | ---- | ------------- | ------------- | ------- | ------- | ------- | ------- |
| Mohuč II                  | 2015/16           | 3. Liga           | 7      | 0    | —             | —             | —       | —       | 7       | 0       |
| Mohuč II                  | 2016/17           | 3. Liga           | 6      | 0    | —             | —             | —       | —       | 6       | 0       |
| Mohuč II                  | Celkově           | Celkově           | 13     | 0    | —             | —             | —       | —       | 13      | 0       |
| Mohuč                     | 2015/16           | Bundesliga        | 12     | 0    | 0             | 0             | —       | —       | 12      | 0       |
| Mohuč                     | 2016/17           | Bundesliga        | 8      | 0    | 2             | 0             | 4       | 0       | 14      | 0       |
| Mohuč                     | 2017/18           | Bundesliga        | 25     | 2    | 3             | 1             | —       | —       | 28      | 3       |
| Mohuč                     | Celkově           | Celkově           | 45     | 2    | 5             | 1             | 4       | 0       | 54      | 3       |
| Schalke                   | 2018/19           | Bundesliga        | 26     | 2    | 2             | 0             | 7       | 0       | 35      | 2       |
| Schalke                   | 2019/20           | Bundesliga        | 20     | 7    | 2             | 0             | —       | —       | 22      | 7       |
| Schalke                   | 2020/21           | Bundesliga        | 25     | 1    | 1             | 1             | —       | —       | 26      | 2       |
| Schalke                   | Celkově           | Celkově           | 71     | 10   | 5             | 1             | 7       | 0       | 83      | 11      |
| Hertha                    | 2021/22           | Bundesliga        | 30     | 3    | 3             | 1             | 2       | 0       | 35      | 4       |
| Hertha                    | 2022/23           | Bundesliga        | 32     | 4    | 1             | 0             | —       | —       | 33      | 4       |
| Hertha                    | 2023/24           | 2. Bundesliga     | 0      | 0    | 1             | 0             | —       | —       | 1       | 0       |
| Hertha                    | Celkově           | Celkově           | 62     | 7    | 5             | 1             | 2       | 0       | 69      | 8       |
| Hellas Verona (hostování) | 2023/24           | Serie A           | 25     | 0    | 1             | 0             | —       | —       | 26      | 0       |
| Hellas Verona             | 2024/25           | Serie A           | 14     | 1    | 0             | 0             | —       | —       | 14      | 1       |
| Hellas Verona             | Celkově           | Celkově           | 39     | 1    | 1             | 0             | —       | —       | 40      | 1       |
| Celkově v kariéře         | Celkově v kariéře | Celkově v kariéře | 230    | 20   | 16            | 3             | 13      | 0       | 259     | 23      |

### Reprezentační
Platí k zápasu hranému 3. září 2020.
| Národní tým | Rok     | Zápasy | Góly |
| ----------- | ------- | ------ | ---- |
| Německo     | 2019    | 3      | 0    |
| Německo     | 2020    | 1      | 0    |
| Celkově     | Celkově | 4      | 0    |

## Úspěchy
Německo U21
- Poražený finalista Mistrovství Evropy ve fotbale hráčů do 21 let: 2019